# Czesław Drozd
Czesław Drozd (ur. 10 marca 1954) – hokeista, reprezentant Polski.

## Życiorys
Wychowanek Stilonu Gorzów, zawodnik występujący na pozycji obrońcy. Kolejne kluby: Baildon Katowice (1981/82), Polonia Bytom (1982/83 wicemistrz i 1983/84 mistrz polski), Jukurit 1988/89 i 1990-1991, HJK 1991/92 i 1992/93 oraz Ahmat Hyvinkää 1993-1994.
Zdobywca decydującej bramki w serii rzutów karnych w rewanżowym meczu półfinałowym z SC Dynamo Berlin, dzięki której to drużyna Polonii Bytom wygrała rywalizację w dwumeczu (3:1 u siebie i 4:6 na wyjeździe) i awansowała do turnieju finałowego Pucharu Europy 1985 r., który odbył się w Megève we Francji.